# Нови Русков
Нови Русков (слч. Nový Ruskov) насељено је мјесто са административним статусом сеоске општине (слч. obec) у округу Требишов, у Кошичком крају, Словачка Република.

## Становништво
| Година:    | 1994. | 2004.   | 2014.   | 2024.   |
| ---------- | ----- | ------- | ------- | ------- |
| Број људи: | 659   | 637     | 642     | 695     |
| Разлика:   |       | -3,33 % | +0,78 % | +8,25 % |

| Година:    | 2023. | 2024.   |
| ---------- | ----- | ------- |
| Број људи: | 683   | 695     |
| Разлика:   |       | +1,75 % |

Према подацима о броју становника из 2011. године насеље је имало 615 становника.